# Korea Open 2024
Korea Open 2024 byl tenisový turnaj na ženském profesionálním okruhu WTA Tour, hraný v Tenisovém centru Olympijského parku. Jubilejní dvacátý ročník Korea Open probíhal mezi 16. a 22. zářím 2024 v jihokorejském hlavním městě Soulu na dvorcích s tvrdým povrchem DecoTurf.
Turnaj dotovaný 922 573 dolary patřil do kategorie WTA 500, do níž byl povýšen z úrovně WTA 250. Nejvýše nasazenou singlistkou se stala třináctá tenistka světa Darja Kasatkinová, která prohrála ve finále. Poslední přímou účastnicí v hlavní soutěži byla, v době uzávěrky přihlášek,  44. hráčka žebříčku Veronika Kuděrmetovová. V důsledku invaze Ruska na Ukrajinu na konci února 2022 řídící organizace tenisu ATP, WTA a ITF s grandslamy rozhodly, že ruští a běloruští tenisté mohli dále na okruzích startovat, ale do odvolání nikoli pod vlajkami Ruska a Běloruska.
Čtvrtý singlový titul na okruhu WTA Tour vybojovala brazilská světová sedmnáctka Beatriz Haddad Maiová, která vylepšila finálovou úšast z roku 2017. Čtyřhru ovládly Američanka Nicole Melicharová-Martinezová s Ljudmilou Samsonovovou a na túře WTA vyhrály první společnou trofej.

## Rozdělení bodů a finančních odměn

### Rozdělení bodů
| Soutěž  | Soutěž      | vítězky | finalistky | semifinalistky | čtvrtfinalistky | 16 v kole | 32 v kole | Q  | Q2 | Q1 |
| ------- | ----------- | ------- | ---------- | -------------- | --------------- | --------- | --------- | -- | -- | -- |
| dvouhra | [ 2 ] [ 8 ] | 500     | 325        | 195            | 108             | 60        | 1         | 25 | 13 | 1  |
| čtyřhra | [ 9 ]       | 500     | 325        | 195            | 108             | 1         | —         | —  | —  | —  |

### Finanční odměny
| Soutěž                                | Soutěž      | vítězky   | finalistky | semifinalistky | čtvrtfinalistky | 16 v kole | 32 v kole | Q2      | Q1      |
| ------------------------------------- | ----------- | --------- | ---------- | -------------- | --------------- | --------- | --------- | ------- | ------- |
| dvouhra                               | [ 2 ] [ 8 ] | 142 000 $ | 87 655 $   | 51 205 $       | 24 910 $        | 13 590 $  | 9 820 $   | 6 603 $ | 3 380 $ |
| čtyřhra                               | [ 9 ]       | 47 390 $  | 28 720 $   | 16 430 $       | 8 510 $         | 5 140 $   | —         | —       | —       |
| částka ve čtyřhrách je uvedena na pár |             |           |            |                |                 |           |           |         |         |

## Ženská dvouhra

### Nasazení
| Stát                        | Hráčka                   | WTA | Nasazení |
| --------------------------- | ------------------------ | --- | -------- |
|                             | Darja Kasatkinová        | 13  | 1        |
|                             | Ljudmila Samsonovová     | 15  | 2        |
| Brazílie                    | Beatriz Haddad Maiová    | 16  | 3        |
|                             | Diana Šnajderová         | 17  | 4        |
| Ukrajina                    | Marta Kosťuková          | 18  | 5        |
| Kazachstán                  | Julia Putincevová        | 29  | 6        |
|                             | Jekatěrina Alexandrovová | 31  | 7        |
| Čína                        | Jüan Jüe                 | 38  | 8        |
| Žebříček WTA k 9. září 2024 |                          |     |          |

### Jiné formy účasti
Následující hráčky obdržely divokou kartu do hlavní soutěže:
- Pek Ta-jon
- Čang Su-džong

Následující hráčky nastoupily pod žebříčkovou ochranou:
- Ajla Tomljanovićová
- Čang Šuaj

Následující hráčky postoupily z kvalifikace:
- Priscilla Honová
- Varvara Lepčenková
- Lu Ťia-ťing
- Elena-Gabriela Ruseová
- Heather Watsonová
- Carol Zhaová

Následující hráčka postoupila z kvalifikace jako šťastná poražená:
- Polina Kuděrmetovová

### Odhlášení
před zahájením turnaje
- Katie Boulterová → nahradila ji Polina Kuděrmetovová
- Emma Navarrová → nahradila ji  Viktorija Tomovová
- Jessica Pegulaová → nahradila ji  Amanda Anisimovová
- Karolína Plíšková → nahradila ji  Sloane Stephensová
- Anastasija Potapovová → nahradila ji  Peyton Stearnsová
- Iga Świąteková → nahradila ji  Emma Raducanuová
- Jelena Rybakinová → nahradila ji  Čang Šuaj

## Ženská čtyřhra

### Nasazení
| Stát                                                                       | Hráčka                   | Stát               | Hráčka                 | WTA | Nasazení |
| -------------------------------------------------------------------------- | ------------------------ | ------------------ | ---------------------- | --- | -------- |
| Čínská Tchaj-pej                                                           | Čan Chao-čching          |                    | Veronika Kuděrmetovová | 45. | 1.       |
| Mexiko                                                                     | Giuliana Olmosová        |                    | Alexandra Panovová     | 67. | 2.       |
| Japonsko                                                                   | Miju Katová              | Čína               | Čang Šuaj              | 74. | 3.       |
| USA                                                                        | Bethanie Mattek-Sandsová | Spojené království | Heather Watsonová      | 79. | 4.       |
| Žebříček WTA k 9. září 2024; číslo je součtem umístění obou členek dvojice |                          |                    |                        |     |          |

### Jiné formy účasti
Následující pár obdržel divokou kartu:
- Kim Ta-bin /  Kim Na-ri

Následující pár nastoupil z pozice náhradníka:
- Varvara Lepčenková /  Natalija Stevanovićová

### Odhlášení
před zahájením turnaje
- Marta Kosťuková /  Elena-Gabriela Ruseová → nahradily je  Varvara Lepčenková /  Natalija Stevanovićová

## Přehled finále

### Ženská dvouhra
- Beatriz Haddad Maiová vs.  Darja Kasatkinová, 1–6, 6–4, 6–1

### Ženská čtyřhra
- Nicole Melicharová-Martinezová /   Ljudmila Samsonovová vs.  Miju Katová /  Čang Šuaj, 6–1, 6–0